# 채널 에버
채널 에버(CH.Ever)는 티에프씨에프채널네트워크 코리아에서 운영하고 있는 세계 최초이자 유일한 미국 시트콤 전문 채널이었으나 국내에서의 시트콤 편성이 전무해지자 채널명 변경과 함께 클래식 드라마 전문 채널로 탈바꿈했다. 
이전 이름 폭스 라이프로도 잘 알려져 있는데 이 채널 당시 미국-국내 시트콤을 재편성해 줬으나 앞서 본 것처럼 국내에서의 시트콤 편성이 전무해지자 채널명 변경과 함께 클래식 드라마 전문 채널로 탈바꿈했다.

## 개요
- 2008년 3월에 개국하여 현재 미국에서 방영 중인 따끈따끈한 시트콤 틸 데스(영어판), 커뮤니티, 게리 언메리드(영어판)는 물론 30 ROCK, 내가 그녀를 만났을 때, 스크럽스 등 많은 시청자에게 회자되고 있는 작품까지 총망라하여 지난 시즌부터 최신작까지 모두 방송한다.

- 2012년 5월에는 Romantic TV로 장르를 변경하여 기존에 주 장르로 편성되었던 오피스, 해피 엔딩, 휘트니 등의 로맨틱한 최신시트콤은 물론 그레이 아나토미, 90210, 위기의 주부들과 같은 시청자의 감성을 자극하는 로맨틱 미드까지 편성하여 여성의 마음을 사로잡고 있다.

- 이와 더불어 스위트 알라바마와 같은 미국에서 있기리에 방송되었던 로맨틱 쇼오락까지 방송한다.

- 2013년 4월 1일에는 Eat, Play, Love이란 슬로건으로 여자 30, 40대 타깃의 라이프 스타일 채널로 개편했다.

- 또한 2021년 1월 1일부터 폭스 라이프가 Ch.Ever로 이름이 바꾸었고 클래식 드라마 전문 채널로[6]  탈바꿈했다.

## 역사
- 2008년 3월 - 첫 신설 개국 시작
- 2012년 5월 - Romantic TV로 개편
- 2013년 4월 1일 - 여성 라이프 스타일 채널로 개편. 슬로건: Eat, Play, Love
- 2019년 3월 - 폭스 라이프 모기업을 월트 디즈니 컴퍼니와 홍콩 STAR TV 합작 운영
- 2020년 12월 31일 - 폭스 라이프 마지막 라이센스 계약 해지로 인해 채널 폐지 (자매 채널인 폭스 채널,FX와 함께 폐국) 종료 무려 12년만에 마감 마무리 막을 내림 마치고 폐국 받고 다시 원래대로 재개 더 이상 돌아올 수 없다.
- 2021년 1월 1일 - 폭스 라이프를 Ch.ever로 첫 신설 승인하여 첫 변경했으며 (채널명 변경) 클래식 드라마 전문 채널로[7] 탈바꿈함

## 프로그램

### 드라마
- 전원일기
- 그대 그리고 나
- 아들과 딸
- 솔약국집 아들들
- 낭랑 18세
- 부부클리닉 사랑과 전쟁
- 은실이
- 모래위의욕망
- 수상한삼형제

### 예능
- 회장님네 사람들
- 신비한TV 서프라이즈
- 다시 뜨거워지고 싶은 애로부부
- 어른들은 모르는 고딩엄빠

### 교양
- 이야기 속으로
- 타임머신
- 백만불 미스터리
- 미스터리 8
- 미스터리 X파일
- 나는 자연인이다
- 실화극장 죄와 벌

## 같이 보기
- 티캐스트